# Agobard
Agobard (769 körül – 840. június 6.) karoling-kori klerikus, a Lyoni főegyházmegye érseke. Kiemelkedő szerepet játszott kora politikai, kulturális és vallási életében. Lyont a karoling reneszánsz egyik központjává tette: létrehozta a lyoni könyvtárat és másolóműhelyt, (scriptorium) melynek kiemelkedő szerepe lett az ókori írók áthagyományozásában. Fellépett az egyházi tanítás tisztaságát veszélyeztető folyamatok ellen, legyenek azok teológiai jellegűek (babonaság, képimádat), vagy akár politikai jellegűek (magánegyházak, a megerősödő császárság hatalmi harcai). Fellépett a zsidók ellen is.

## Élete
Életének korai szakaszáról, illetve rokonairól keveset tudunk. Valószínűleg 769-ben született Hispániában, vagy Septimania 
tartományban. Feltételezések szerint vizigót származású volt. Galliába 781-ben érkezett, ahol Narbonne-ban telepedett le. Anianei Szent Benedek kíséretéhez tartozott.
Teológiai és tudományos felkészülés után Lyonba ment 795 vagy 798 körül, Leidrad püspök kíséretében. Pappá 804-ben szentelték, majd Leidrad segédpüspöke lett. 816-ban Lyon érseke lett, miután a püspök Saint-Médard de Soissons kolostorába vonult. Kinevezése problémákat szült, mivel Leidrad nevezte ki őt utódjának, szemben a kánoni szabályok által előírt választással. Ő viselte először az érseki címet is Lyonban. 816-ban Reimsben IV. (V.) István pápa kíséretében részt vett Jámbor Lajos császárrá koronázásán. 825-ben részt vett a képrombolások körüli viták újabb szakaszában, ahol ikonoklaszta, azaz képromboló álláspontra helyezkedett. 833-ban I. Lothár császárt támogatta I. (Jámbor) Lajossal szemben, mivel attól tartott, hogy ez utóbbi uralma ártani fog a birodalom egységének, és ezzel a keresztény egységnek is. Emiatt Jámbor Lajos a 835-ös tionville-i zsinaton megfosztotta érseki székétől. Agobard Itáliába menekült, ahonnan szembehelyezkedett az utódja, Amalarius liturgikus reformjaival, mivel ő inkább a gall rítust támogatta, míg az utóbbi a rómait. A száműzetésből 839-ben tért vissza és az érseki székét is visszakapta. 840-ben halt meg Saintes-ben.
Lyonban június 6-án tartják ünnepét

## Tevékenysége Lyonban
Agobard Lyonban a lyoniak lelki életének gondozására törekedett, ezért Florus diakónus segítségével létrehozta a Szent János könyvtárat és másolóműhelyt. A lyoniak és az egyház értékeit a helyi nemesek hatalmaskodásaival szemben is megvédte. Száműzetése alatt Florus diakónus segítségével betartatta a részben általa bevezetett lyoni rítust.
Érseksége alatt 27 művet alkotott, melyekben leleplezte a babonaságokat, és a képtisztelet ellen hozott fel érveket. De Grandine et Tonitruis (Kb.: Jégesőről és mennydörgésről) című művében például leírja, hogy az egyik nap néhány lyoni ki akart végezni néhány személyt. Azt állították, hogy a vádlottak egy levegőből mozgó hajóval érkeztek Magóniából, azaz a felhők között lévő országból. Agobard megmentette ezeket, állítva, hogy azok, akik az égen hajókat látnak, csak a felhőkbe képzelik bele ezeket a képeket. Azokat a varázslókat, akik a jégesőket okozzák és felhőhajókkal viszik el a termést tempestarii-nak nevezi.
Az érsek, aki Hispániában született és Aachenben tanult, csekély türelemmel viseltetett a helyi szokások iránt. Egy ízben arról értesült, hogy Burgundiában egyes embereknek olyan hatalmat tulajdonítanak, hogy képesek jégesőt zúdítani szomszédjaik földjére, s azzal vádolják őket, hogy egy "Magóniába" való való nép szövetségesei, akik azért hajóztak át a fellegeken, hogy távoli hazájukba szállítsák a termést. Elképzelhető, hogy "Magónia" esetében az ír túlvilághit egy sajátos, légies változatáról volt szó, amely a kelta idők óta élt Galliában. Agobardot ez mindenesetre nem hatotta meg. Pártfogásába vette azt a négy nyomorultat - Magónia földre pottyant lakóit - akiket elébe hurcoltak, s az a veszély fenyegetett, hogy halálra kövezik őket. ... A panasz elutasításához fűzött indoklás nem hagy kétséget afelől, hogy az ember és a természetfeletti viszonyában egy árnyalatnyi, de annál jelentékenyebb elmozdulás történt. Korábban magától értetődőnek tűnt, hogy a légkör alsóbb régióit démonok uralják, s hogy gonosz indulatú emberek gyakran szövetkeznek velük ártó szándékkal. ... Agobard most megingatta az ellenbirodalom szilárd alapjait. A "keresztény törvény", amelyet Agobard az Ószövetségből vett idézetek segítségével mutatott be, világosan bizonyította, hogy a természetfeletti világban minden hatalom egyedül Istené. Az időjárást egyetlen ember sem tudta befolyásolni, és Isten engedélye nélkül még a démonok sem árthatnak az emberiségnek. Ez persze nem azt jelentette, hogy nem léteznének. De azt igen, hogy a róluk szóló burgundiai beszámolókat nyugodtan figyelmen kívül lehet hagyni, mivel csak babonás félelemről árulkodnak
A történetben mutatkozik meg a kora középkori kereszténység előtt megnyilvánuló egyik legnagyobb kihívás. A pogányság térvesztésével párhuzamosan ugyanis háttérbe szorultak azok a rítusok, religiók (áldozás vízeknél, fáknál, áldozatok a szélnek, a tengernek stb), melyek az anyagi világ, a mundus láthatatlan erőit igyekeztek az emberek uralma alá hajtani, de legalábbis azt emberekkel szembeni barátságos magatartásra bírni. Azzal, hogy a kereszténység mindent egy absztrakt, fel nem felfogható irányító azaz Isten uralma alá rendelt, az egyszerű emberek, a népi vallásosság elveszítette a természetfeletti befolyásolásának hétköznapi praktikáit, amit az átlagember szorongásként élt meg, melyre a régi praktikák továbbélésével, babonaságok kitalálásával reagált. Agobard és társai azonban nyilvánvalóvá tették, hogy ezeknek a régi gyakorlatoknak nincs értelmük. A természetfeletti és a látható világ közötti kapcsolat, a természetfeletti befolyásolásának eszközéül a kora középkori nyugati egyház a szentkultuszt helyezte. A szentséghez szükséges csodák, a meghalt szent testének romolhatatlansága ugyanis azt bizonyította, hogy az adott szent kapcsolatban volt a természet törvényei felett álló világgal, de ugyanakkor nyilvánvalóan ember is volt - azaz ideális összekötő kapocs volt immanens és transzecendens között. A szent így ideális jelölt arra, hogy hozzá imádkozva az egyszerű hívőkben az a benyomás alakuljon ki, hogy mégiscsak tudnak valamit tenni a kiszámíthatatlan világ megszelídítésére. Hasonló fejlődés ment végbe a bizánci birodalomban is, ahol a népi praktikákat a képtisztelet, míg a teológiai igazságokat a képrombolás hívei képviselték. A két szélsőség közötti harcban végül a közvetítő álláspont győzedelmeskedett: míg Nyugaton a szent, azaz az egyház által felügyelt közvetítő személy, addig Keleten az ikon, azaz egy szigorú szabályoknak megfelelően elkészített kép lett a két világ közötti összekötő kapocs. Agobard a képromboló küzdelembe képromboló álláspontot képviselt:
"Tévesen gondolkodnak azok, akik Krisztust és apostolait nem a Szentírásban, hanem a festett falakon keresik: egyáltalán nem meglepő, hogy - mivel a festők félrevezették őket- [tanulás helyett] találgatásokba bocsátkoznak". (cap. 10, 16, PL XXXIV, col. 1049). Agobard lyoni 
érsek († 840) úgy idézte ezt a mondatot, mint Ágoston képekkel való szembehelyezkedésének állítólagos bizonyítékát. A mondat azonban más összefüggésben hangzik el. Ágoston az értelem pallérozását nem tartotta a művészet feladatának, ám helyeselte, hogy önnön természetéhez igazodik, amely úgy tűnik, Ágoston véleménye szerint a dekorálásra korlátozódik.
Mivel egy, a világi viszonyok felett álló egyházban hitt, nem támogatta az ún. magánegyházak (németül:Eigenkirche) gyakorlatát, azaz, hogy a helyi földesurak a maguk által létrehozott kolostorokba, templomokba maguk nevezzenek ki papot. Ugyanebből a megfontolásból támogatta a keresztény közösséget magába foglaló császárság egységét is. Ebből az elképzelésből kiindulva befolyást igyekezett gyakorolni a birodalmi politikára is. Ellenezte, hogy a burgundi jog alkalmazható legyen Lyonra is, mivel egyrészről egy univerzális, minden keresztényre 
kiterjedő jogban hitt, másrészről pedig a burgund jogot Lyonban bevezető király ariánus volt. A jogegység híveként ellenezte és babonaságnak tartotta az istenítéleteket is. Mikor 833-ban Jámbor Lajos egyik fiát, a későbbi Kopasz Károlyt igyekezett az utódlásnál előnyben részesíteni a másik két fiával szemben, megszegve a frankok ősi öröklési szokásait, Agobard több más püspökkel együtt fellépett a császár ellen, és részt vett Soissons-ban Jámbor Lajos engedménytételénél. Agobard ekkor újra Lothárt biztosított támogatásáról.
„Könyörögjünk mélyen keresztény császárunkért vagy királyunkért (pro xristianissimo imperatore vei rege nostro), hogy Urunk Istenünk vessen alá neki minden barbár népet örökös békességünk érdekében. Imádkozzunk. Hajtsunk térdet. Mindenható örök Isten, akinek kezében van a minden feletti hatalom és az országok minden joga, tekints kegyesen a mélyen keresztény [eredetileg: római] birodalomra, hogy a pogány népeket, amelyek vadságukban bizakodnak, jobbod ereje roppantsa össze."
Ezzel az imádsággal próbálta Agobard Jámbor Lajost jobb belátásra téríteni - az imádság később a Hartvik-legendában is megjelenik Magyarországon.

## Zsidóellenessége
Agobard legalább öt levelet írt a lyoni zsidók ellen, akiknek Jámbor Lajos adott bíráskodási privilégiumot, kivéve őket a püspök joghatósága alól, és a zsidóbíró (iudex iudeorum) alá rendelve őket. A zsidók mentesültek továbbá az úthasználati díj alól, és más kiváltságokat is kaptak, például a zsidóbíró a császárnak lett alárendelve. Az érsek számára, aki a keresztény egységet tartotta leginkább szem előtt, ez természetesen szemet szúrt. Megpróbált a császárnál közbenjárni, illetve felhívni saját híveit, hogy ne érintkezzenek a zsidókkal a város egysége érdekében. Érdekes módon azonban a zsidókkal szembeni írásaiban nem említi a későbbi korokban megszokottá vált uzsoravádat.
De judaicis superstitionibus című művében (kb. "A zsidó babonákról") hangsúlyozza, hogy az egyháznak missziós feladatai vannak a zsidókkal szemben, és óvott azok térítéseitől. Többször hiába követelte tőlük, hogy kereszteljék meg a rabszolgáikat.

## További információ

### Művei
- Művei latinul
- Művei angolul